# Ліза Роман
Ліза Роман (англ. Lisa Roman; нар. 17 вересня 1989) — канадська веслувальниця, олімпійська чемпіонка 2020 року.

## Виступи на Олімпіадах
| Олімпіада           | Дисципліна | Місце |
| ------------------- | ---------- | ----- |
| Ріо-де-Жанейро 2016 | вісімки    | 5     |
| Токіо 2020          | вісімки    | 1     |

## Зовнішні посилання
- Ліза Роман — олімпійська статистика на сайті Sports-Reference.com (англ.) (архівна версія)
- Ліза Роман на сайті FISA.

1. 1 2  Lisa Roman
2. ↑  Lisa Roman